# Січових Стрільців (зупинний пункт)
Січових Стрільців — пасажирський зупинний пункт Київської дирекції Південно-Західної залізниці  на електрифікованій лінії Ніжин — Київ-Пасажирський між станціями Бобровиця (10 км) та Кобижчі (5 км). Розташований поблизу села Кобижча Ніжинського району Чернігівської області.

## Історія
Зупинний пункт відкритий у 1954 році. У 1964 році електрифікована лінія, на якій знаходиться зупинний пункт, змінним струмом (~25 кВ).
25 березня 2024 року на сайті Міністерства розвитку громад, територій та інфраструктури України було оприлюднено проєкт постанови Кабінету Міністрів «Про перейменування деяких географічних об'єктів». Відповідні дії були здійснені задля виконання положень Закону України «Про засудження та заборону пропаганди російської імперської політики в Україні і деколонізацію топонімії». Серед них було запропоновано перейменувати  зупинний пункт Попудренко на Січових Стрільців.

## Пасажирське сполучення
На платформі Січових Стрільців зупиняються приміські електропоїзди Ніжинського напрямку.